# Irina Wladimirowna Perschina
Irina Wladimirowna Perschina (russisch Ирина Владимировна Першина; * 13. September 1978 in Kropotkin, Russische SFSR, Sowjetunion) ist eine ehemalige russische Synchronschwimmerin.

## Erfolge
Irina Perschina gehörte in den Jahren 1999 und 2000 zur russischen Nationalmannschaft im Synchronschwimmen. 1999 gewann sie mit ihr beim Weltcup in Südkorea ebenso die Goldmedaille wie bei den Europameisterschaften in Istanbul. Ein Jahr darauf wiederholte sie im Mannschaftswettbewerb bei den Europameisterschaften in Helsinki diesen Erfolg und wurde zum zweiten Mal in Folge Europameisterin. Ihren größten Erfolg feierte sie jedoch bei den Olympischen Spielen 2000 in Sydney. Perschina schloss den Mannschaftswettkampf zusammen mit Jelena Asarowa, Olga Brusnikina, Maria Kisseljowa, Olga Nowokschtschenowa, Jelena Soja, Julia Wassiljewa, Olga Wassjukowa und Jelena Antonowa mit einer Gesamtwertung von 99,146 Punkten auf dem ersten Platz ab, womit die Russinnen vor den Mannschaften Japans, die mit 98,860 Punkten Silber gewannen, und Kanadas, die mit 97,357 Punkten Bronze erhielten, Olympiasiegerinnen wurden.
Die Olympischen Spiele waren Perschinas letzter internationaler Wettkampf.